# إسكيلد إيبيسن
إسكيلد إيبيسن (Eskild Ebbesen) هو لاعب أولمبي لرياضة تجديف من الدنمارك. شارك في الأولمبياد الصيفي في 1996–2012، وفاز بما مجموعه 5 ميداليات.

## الميداليات
| ذهب | فضة | برونز | المجموع |
| 3   | 0   | 2     | 5       |

## روابط خارجية
- إسكيلد إيبيسن على موقع الاتحاد الدولي للتجديف (الإنجليزية)
- إسكيلد إيبيسن على موقع اللجنة الأولمبية الدولية (الإنجليزية)
- إسكيلد إيبيسن على موقع أوليمبيديا (الإنجليزية)